# Entbindungsklinik Pjöngjang
Die Entbindungsklinik Pjöngjang (kor. 평양산원) ist ein auf Entbindungen spezialisiertes Klinikum und zugleich Lehrkrankenhaus in der nordkoreanischen Hauptstadt Pjöngjang. Sie ist eine der größten medizinischen Einrichtungen des Landes.

## Geschichte
Im Jahre 1979 wurde der Komplex errichtet, am 24. Februar 1980 eröffnet und am 30. Juli 1980 in Betrieb genommen. Seit dem Jahr 2000 wurden neue medizinische Geräte im Wert von 6 Mio. US-Dollar beschafft. Täglich kommen hier etwa 70 Kinder zur Welt.
Das Klinikum befindet sich im Stadtbezirk Taedonggang-guyŏk im Tongmun-dong an der Sanwon-Straße.

## Fachabteilungen

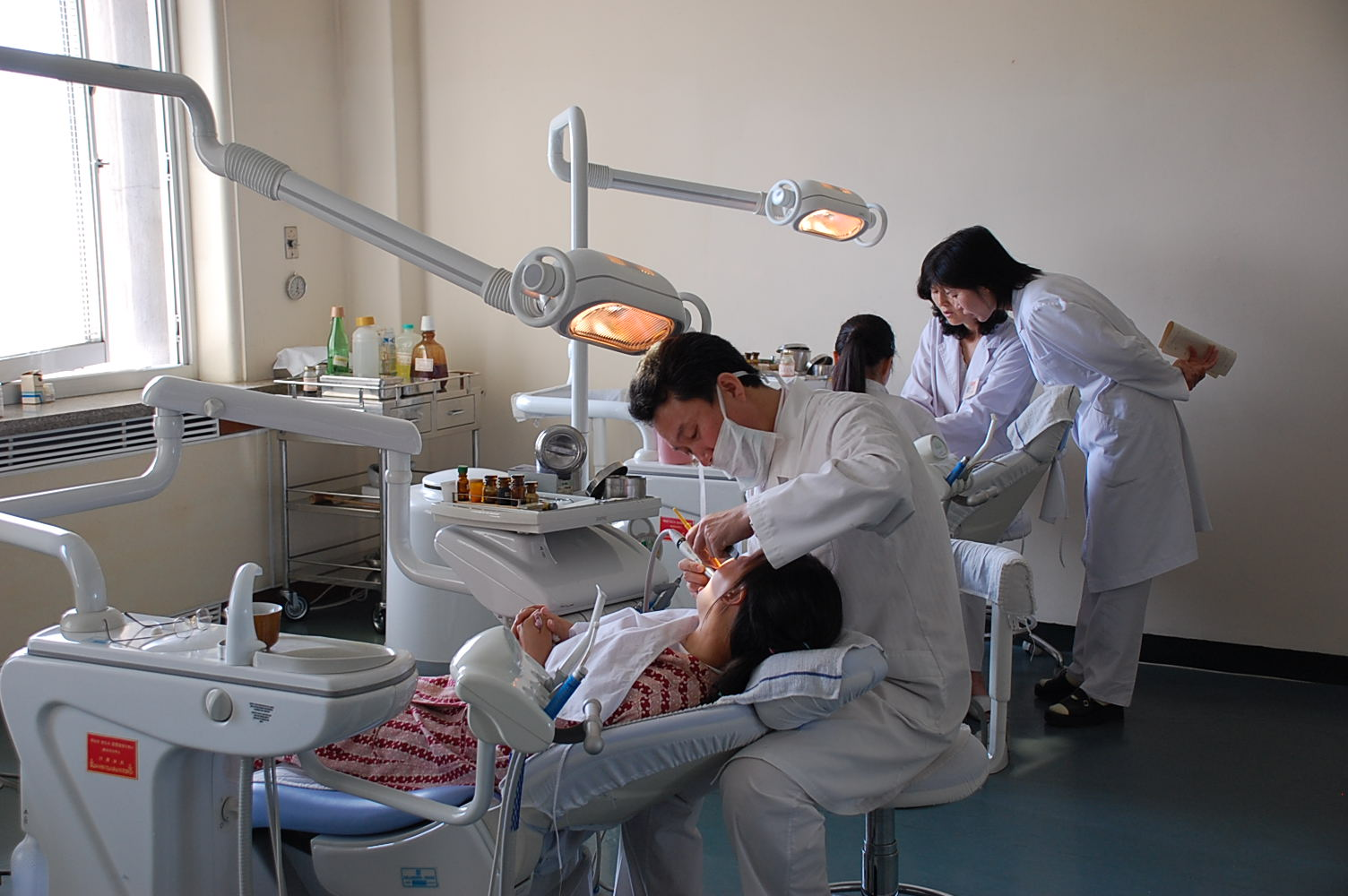
Zahnbehandlung in der Entbindungsklinik Pjöngjang

Neben dem medizinischen Schwerpunkt um das Thema Schwangerschaft und allen dazugehörigen Bereichen (Geburt, Unfruchtbarkeit, Menstruationsbeschwerden usw.) gibt es folgende Fachabteilungen:
- Dystonie
- Kardiologie
- Neurologie
- Ophthalmologie
- Zahnmedizin
- Hals-Nasen-Ohren-Heilkunde
- Physiotherapie[4]

Weiterhin spielt die Anwendung traditioneller koreanischer Medizin eine Rolle.

## Auszeichnungen
Am 5. Februar 2009 wurde die Klinik von UNICEF Thailand als Babyfreundliches Krankenhaus zertifiziert.